# Église Saint-Pierre d'Alleyrat (Corrèze)
Pour les articles homonymes, voir Église Saint-Pierre d'Alleyrat et Église Saint-Pierre.
L'église Saint-Pierre est une église catholique située à Alleyrat, dans le département français de la Corrèze.

## Localisation
L'église est située dans le département français de la Corrèze, sur la commune d'Alleyrat.

## Historique
L'édifice est inscrit au titre des monuments historiques en 1975.

## Galerie

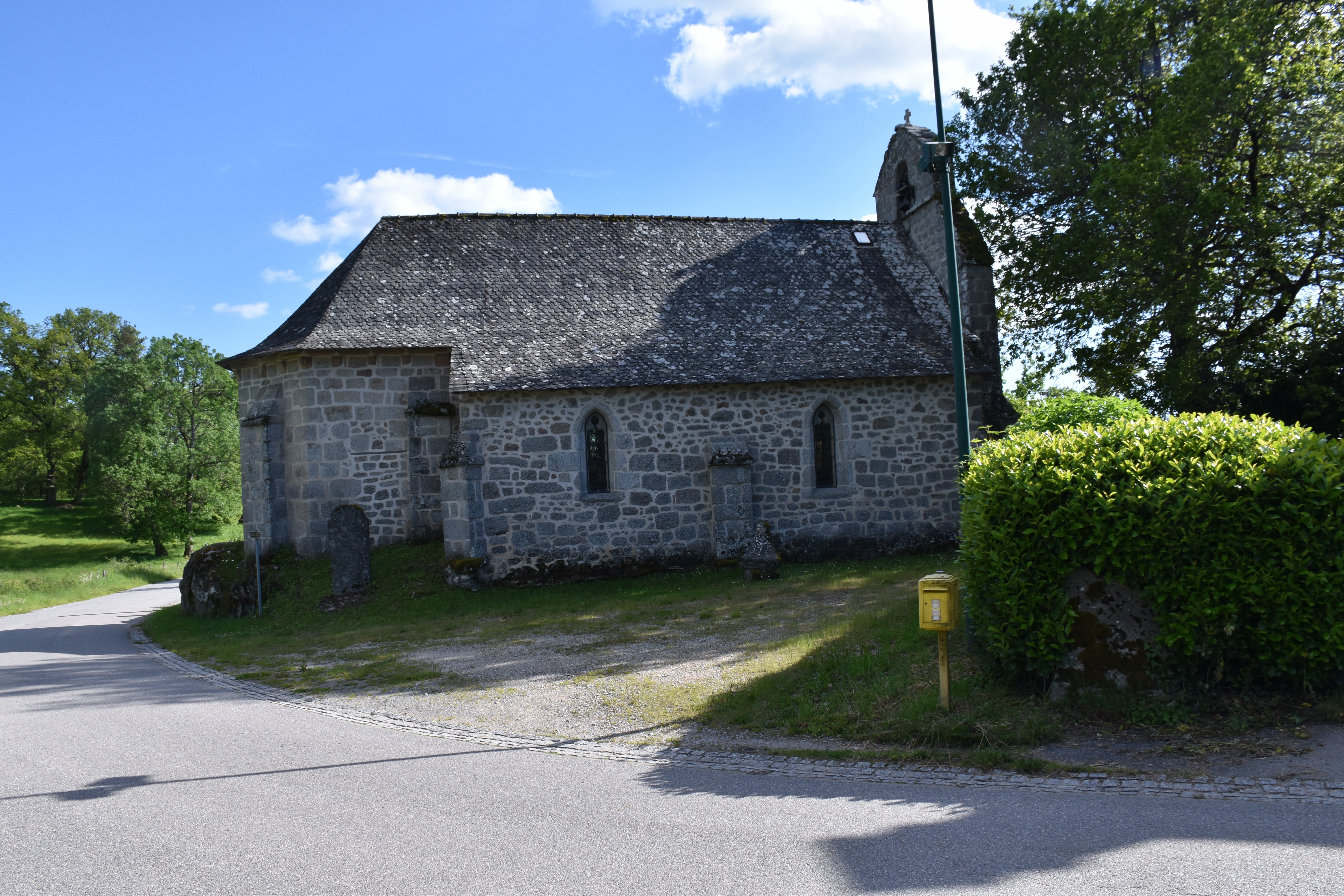
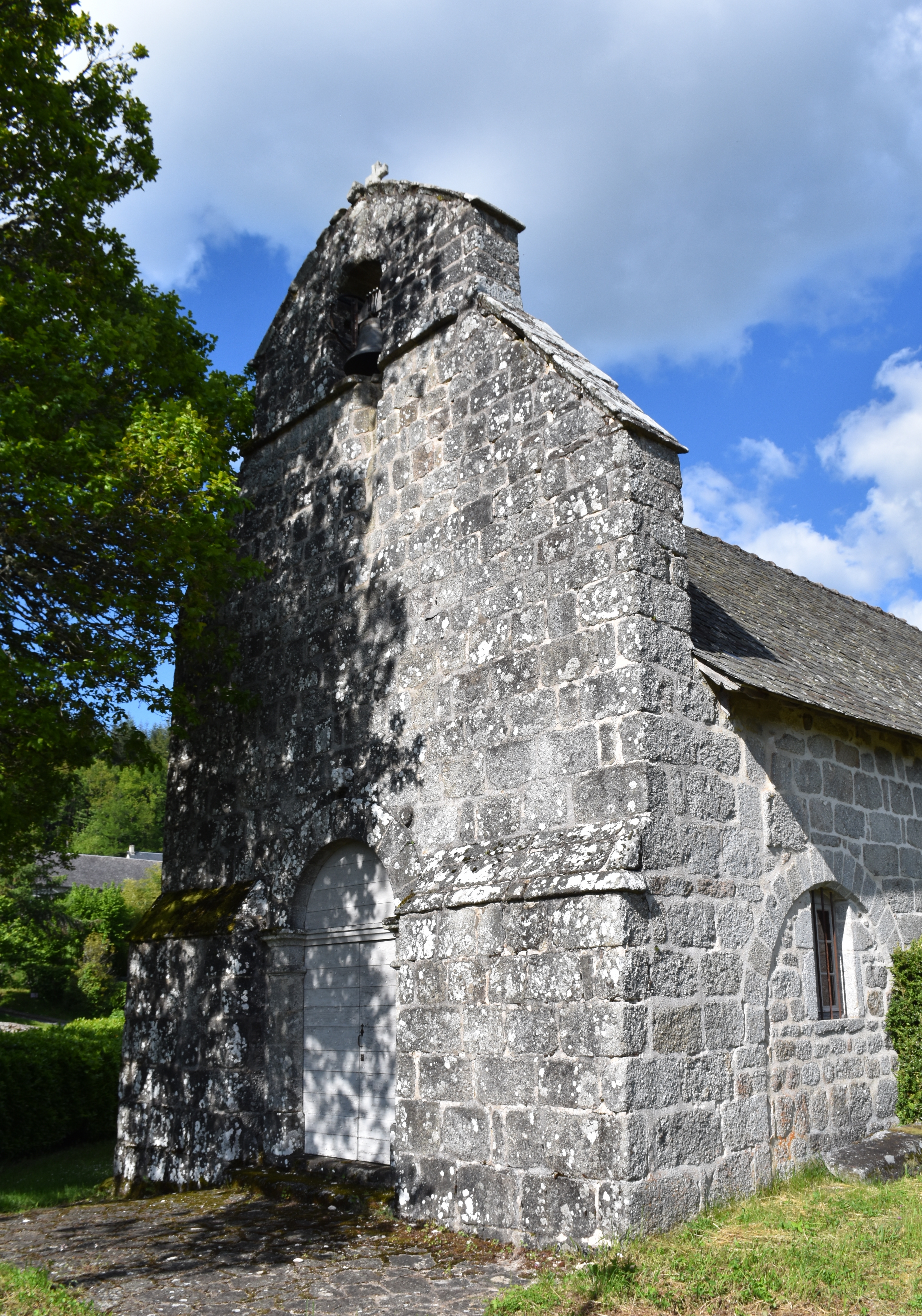
Le clocher-mur de l'église avec sa baie campanaire.
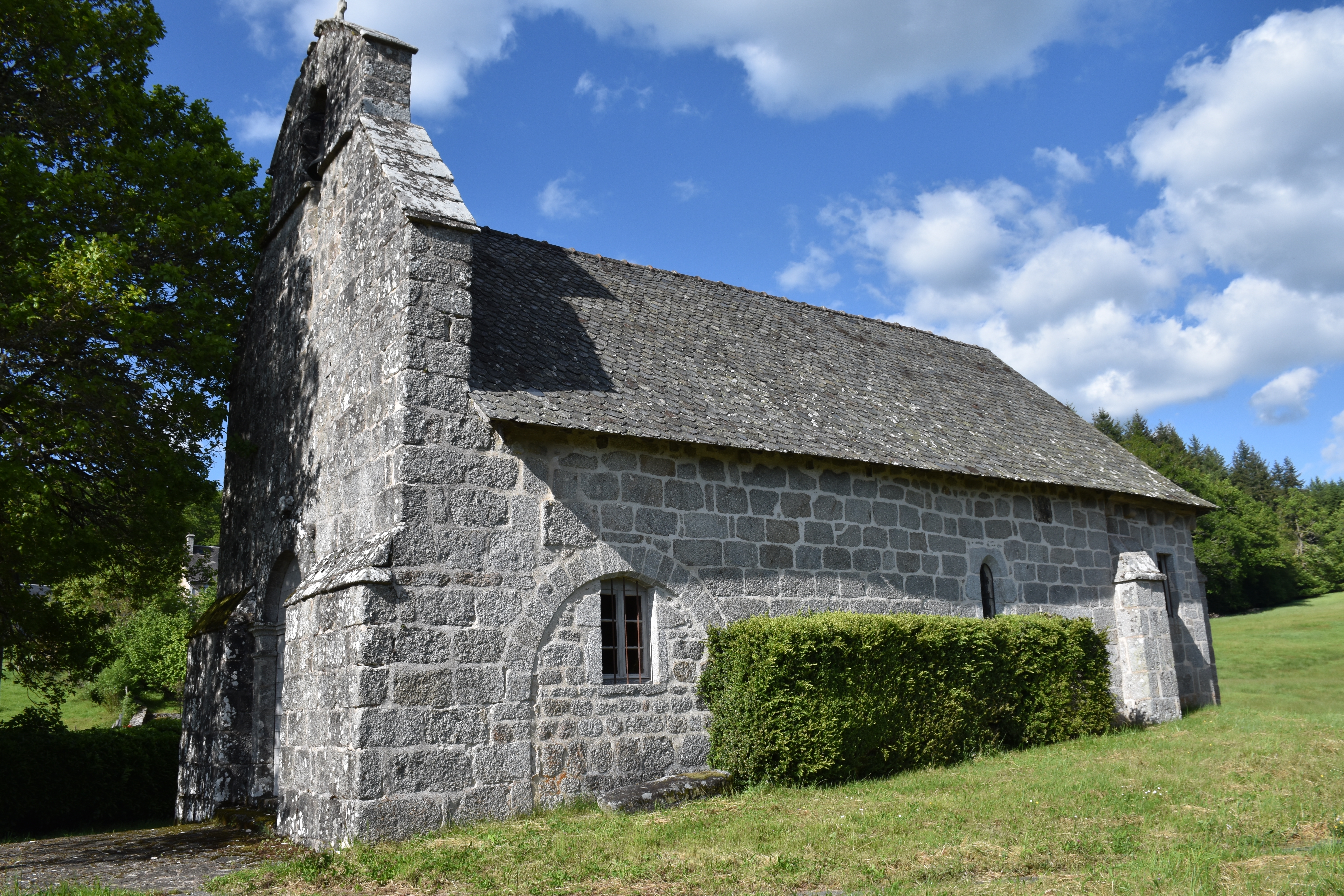
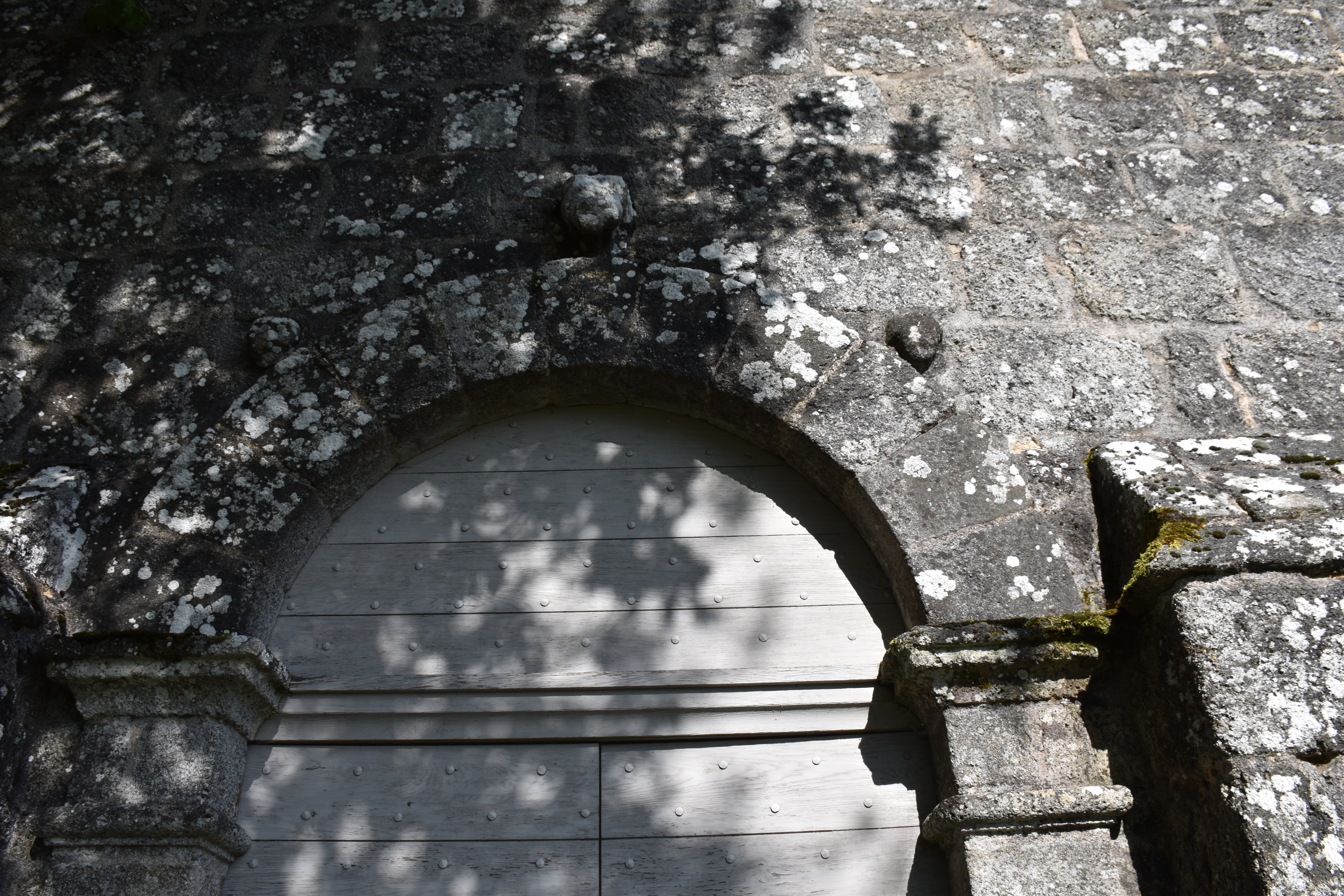
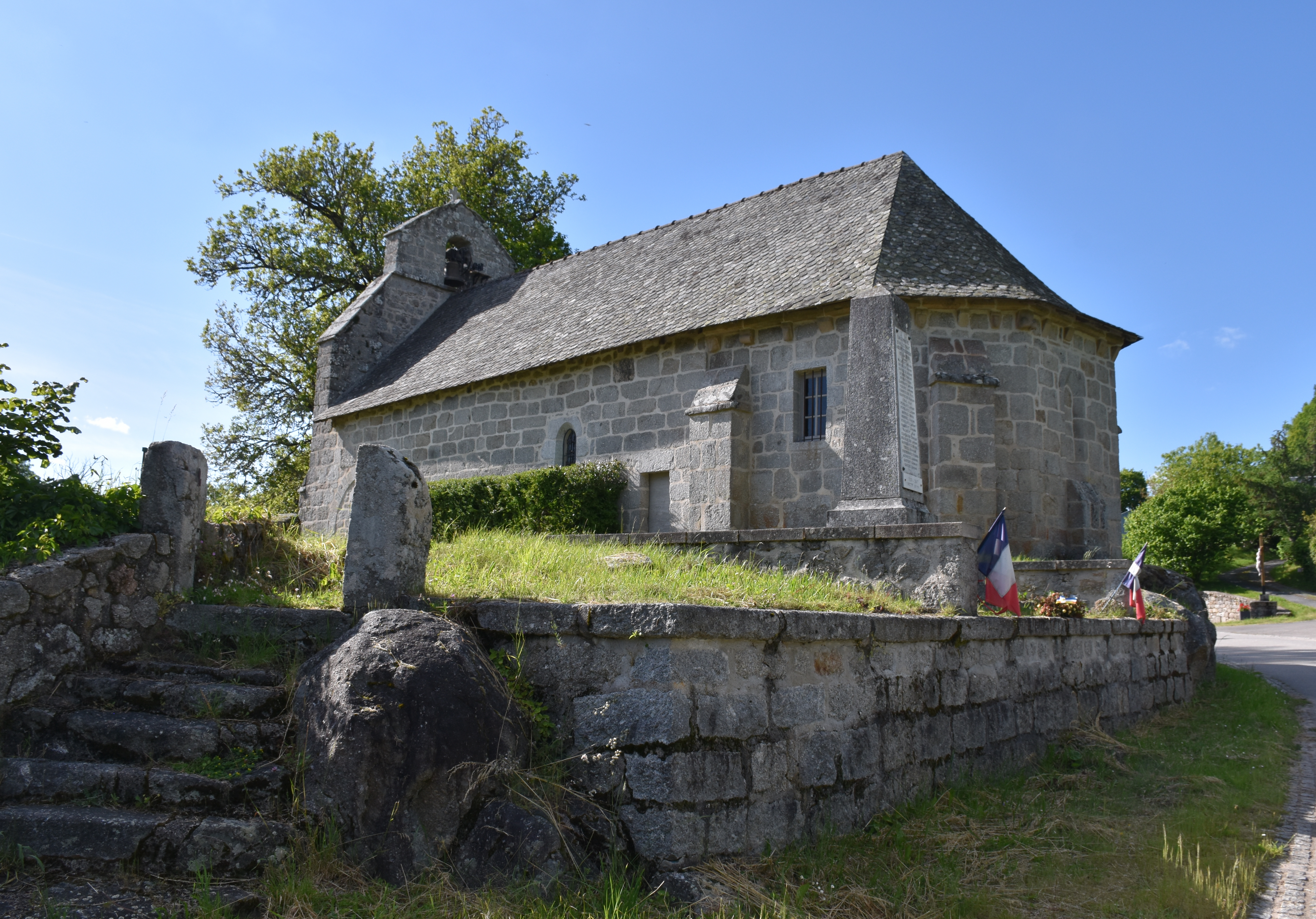